# Gare de Berdytchiv
La gare de Berdytchiv (ukrainien : Бердичів  (станція)) est une gare ferroviaire située dans la ville de Berdytchiv en Ukraine.

## Histoire
La gare est ouverte en 1870 en même temps que la ligne Kiev-Jytomyr.

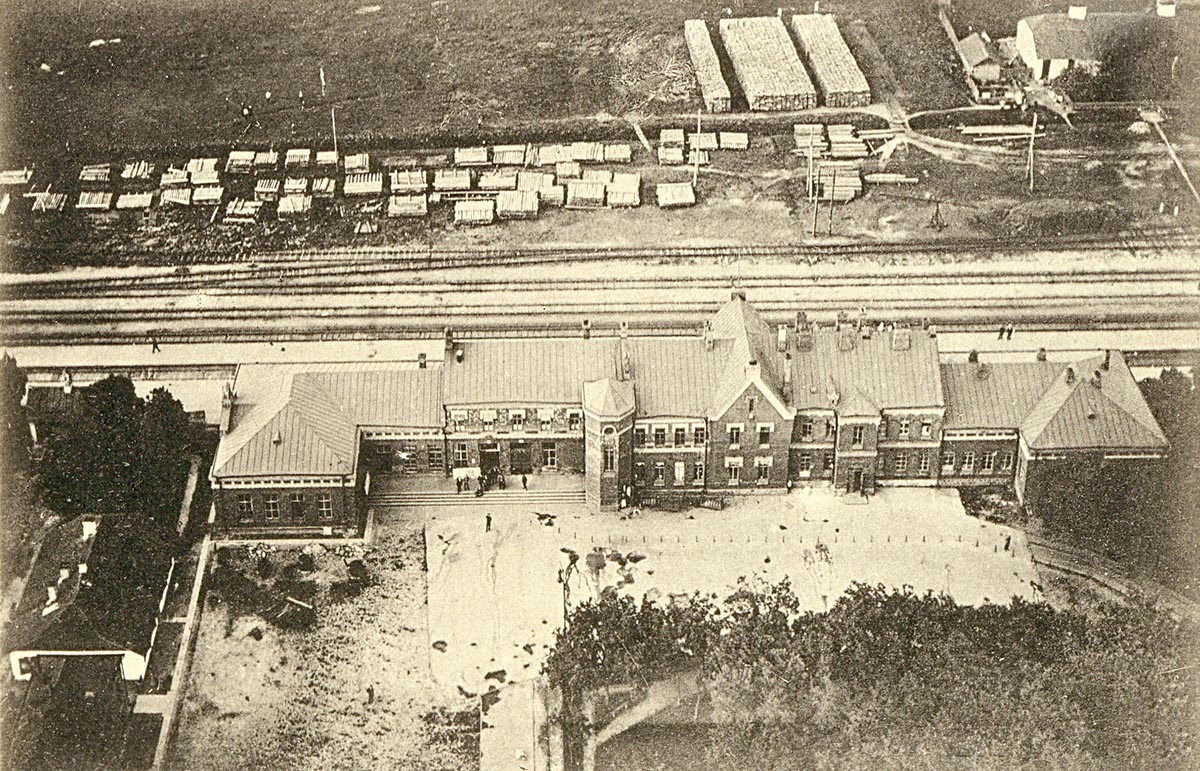
La gare en 1917.

## Service des voyageurs

### Desserte
Vers Kovel et Lviv ainsi que vers Jytomyr pour la Biélorussie.